# Сезон Швейцарської НЛБ 1987—1988
Національна ліга В 1987—1988 — 41-й чемпіонат Швейцарії з хокею (Національна ліга В), чемпіоном став Ольтен.

## Регламент
На першому етапі клуби проводять чотириколовий турнір, на другому етапі у плей-оф найкраща четвірка виявлає чемпіона. Два найгірших клуба за підсумками першого етапу покидають Лігу Б.

## Підсумкова таблиця
| М.  | Команда             | І  | В  | Н | П  | Ш       | О  |
| --- | ------------------- | -- | -- | - | -- | ------- | -- |
| 1.  | СК Цюрих            | 36 | 22 | 6 | 8  | 202:133 | 50 |
| 2.  | СК Рапперсвіль-Йона | 36 | 21 | 3 | 12 | 180:119 | 45 |
| 3.  | Ольтен              | 36 | 21 | 1 | 14 | 176:143 | 43 |
| 4.  | Ажуа                | 36 | 19 | 4 | 13 | 174:146 | 42 |
| 5.  | СК «Герізау»        | 36 | 16 | 5 | 15 | 168:159 | 37 |
| 6.  | ХК «Кур»            | 36 | 15 | 3 | 18 | 148:165 | 33 |
| 7.  | ХК «Уцвіль»         | 36 | 12 | 8 | 16 | 147:161 | 32 |
| 8.  | ХК «Мартіньї»       | 36 | 12 | 7 | 17 | 129:156 | 31 |
| 9.  | Ла Шо-де-Фон        | 36 | 10 | 7 | 19 | 144:194 | 27 |
| 10. | Базель              | 36 | 9  | 2 | 25 | 119:211 | 20 |

## Плей-оф
Півфінали
- СК Рапперсвіль-Йона — Ольтен 0:3 (2:3, 3:8, 1:3)
- СК Цюрих — Ажуа 1:3 (1:6, 1:2 n.V., 4:2, 4:5 ОТ)

Фінал
- Ольтен — Ажуа 2:0 (6:3, 7:3)